# 莱昂·比诺什
莱昂·比诺什（法語：Léon Binoche，1878年8月16日—1962年8月28日），生于约讷河畔尚，法国男子橄榄球运动员。他曾代表法国参加1900年夏季奥林匹克运动会橄榄球比赛，获得一枚金牌。